# Johannes Rüegg-Stürm
Johannes Rüegg-Stürm (* 24. Juni 1961, heimatberechtigt in Glarus Süd und Gommiswald) ist ein Schweizer Betriebswirt und Manager. Er ist ordentlicher Professor für Organization Studies an der School of Management der Universität St. Gallen.

## Biographie

### Studium
Johannes Rüegg-Stürm studierte von 1980 bis 1986 an der Universität St. Gallen Betriebswirtschaftslehre mit Vertiefungsrichtung Finanz- und Rechnungswesen. Sein Studium wurde durch diverse Praktika in der Industrie und durch Militärdienst unterbrochen. Von 1986 bis 1989 absolvierte Rüegg-Stürm ein Doktorandenstudium und arbeitete als wissenschaftliche Assistenz am Institut für Betriebswirtschaft. Die Dissertation zum Thema „Unternehmensentwicklung und Unternehmensethik“ wurde mit dem Amicitia-Preis und mit dem Dr. Peter-Werhahn-Preis ausgezeichnet.

### Unternehmerische Praxis und Mitverantwortung
Von 1989 bis 1992 sammelte Johannes Rüegg-Stürm unternehmerische Praxis in Projektleitungsfunktionen in den Bereichen „Entwicklung Berichterstattungs- und Abrechnungssysteme“ sowie „Group Control“ im Konzernbereich Finanz bei der Ciba Geigy AG in Basel. Danach war Johannes Rüegg-Stürm Nachwuchsdozent für Betriebswirtschaftslehre und Organisation am Institut für Betriebswirtschaft der Universität St. Gallen. Von 1995 bis 1996 war er Visiting Research Fellow am Centre for Corporate Strategy and Change (Andrew Pettigrew), Warwick Business School an der University of Warwick in Coventry im Vereinigten Königreich. 1998 habilitierte er zum Thema „Unternehmenstransformation“ mit gleichzeitiger Wahl zum Privatdozent und Assistenzprofessor für Betriebswirtschaftslehre an der Universität St. Gallen. 1999 wurde er mit dem Latsis-Preis ausgezeichnet. Von 2002 bis 2009 war Johannes Rüegg-Stürm Direktor des Instituts für Betriebswirtschaft an der Universität St. Gallen. 2005 machte er einen Forschungsaufenthalt an der University of St. Andrews im Vereinigten Königreich (Robert Chia). Von 2010 bis 2021 war er Direktor des Instituts für Systemisches Management und Public Governance an der Universität St. Gallen, Leiter des Forschungszentrums „Organization Studies“. Zusammen mit Prof. Dr. Dieter Thomä hat er das interdisziplinäre HSG-Master-Programm M.A. in Management, Organisation und Kultur (MOK-HSG) aufgebaut und bis 2023 dessen Programmleitung wahrgenommen.
Ab 2011 war Johannes Rüegg-Stürm Verwaltungsratspräsident von Raiffeisen Schweiz, der drittgrössten Bankengruppe der Schweiz. Am 8. März 2018 kam es zu einem Wechsel an der Spitze des Verwaltungsrates von Raiffeisen Schweiz: Prof. Dr. Johannes Rüegg-Stürm hatte sich entschieden, sein Amt per sofort niederzulegen.

### Transfer und Beratung
Johannes Rüegg-Stürm ist langjährig tätig als Seminar-Referent, Trainer und Vortragsreferent in den Bereichen integrative Gesamtführung, Management von Gesundheitsorganisationen (insb. Spitalmanagement), unternehmerische Strategieentwicklung, Management strategischen Wandels, lösungsorientierte Führung und Kommunikation, strategisches Prozessmanagement/Operational Excellence sowie Controlling für Manager (mehrfache Auszeichnung mit Best Teacher Award). Er ist auch Designer von massgeschneiderten integrativen Ausbildungskonzepten (CAS, DAS) in den Bereichen systemisches Management von Unternehmungen und systemisches Healthcare Management. Zudem ist er erfahrener Prozessbegleiter und Berater in den Bereichen Führungs- und Strategieentwicklung, Management strategischen Wandels, strategisches Prozessmanagement/Operational Excellence von gewinnorientierten Unternehmungen (KMU und Grossunternehmen).

### Skandal um den ehemaligen CEO von Raiffeisen
Johannes Rüegg-Stürm wirkte von 2011 bis 20218 als Verwaltungsratspräsident von Raiffeisen Schweiz. Während dieser Zeit blieb Raiffeisen von Skandalen verschont und wuchs kontinuierlich zur aktuell zweitgrößten Bankengruppe der Schweiz heran. Während seiner Amtszeit arbeitete Rüegg-Stürm mit zwei CEOs zusammen: Von 2011 bis Mitte 2015 mit Pierin Vincenz, anschliessend bis Februar 2018 mit dessen Nachfolger. Im Februar 2018 eröffnete die Staatsanwaltschaft des Kantons Zürich überraschend eine zweieinhalb Jahre dauernde Strafuntersuchung gegen Pierin Vincenz wegen mehrfacher ungetreuer Geschäftsführung. Das Bezirksgericht Zürich verurteilte den CEO im April 2022 zu 4½ Jahren Haft (abzüglich 9 Monaten Straferlass wegen Vorverurteilung in den Medien). Das Urteil ist an die nächsthöhere Gerichtsinstanz weitergezogen worden.
In diesem Zusammenhang wurde von der Finanzmarktaufsicht die Corporate Governance der Raiffeisen Gruppe bemängelt. Von den Medien wurde Rüegg-Stürm kritisiert, fragwürdige Spesenrechnungen geprüft und unterschrieben zu haben. Zu anderen Schlussfolgerungen kam diesbezüglich die Staatsanwaltschaft: Sie stellte fest, dass der CEO den VRP und alle weiteren involvierten Kreise arglistig getäuscht hat. Gegen Rüegg-Stürm wurde weder von der FINMA noch von den Strafverfolgungsbehörden ein Untersuchungsverfahren geführt oder eine Anklage erhoben.

### Privates
Johannes Rüegg-Stürm ist gebürtiger Glarner, seit 2016 ist er wohnhaft in Schmerikon. Er ist verheiratet und hat drei erwachsene Kinder. Er ist passionierter Berggänger.
Johannes Rüegg-Stürm ist Hptm aD.

## Forschungs- und Lehrschwerpunkte
Rüegg-Stürms Forschungs- und Lehrschwerpunkte sind integrative Unternehmens- und Führungsentwicklung, unternehmerische Strategie-Entwicklung und Management strategischen Wandels, strategisches Prozessmanagement, systemisch-konstruktivistische Ansätze und Methoden in der Managementforschung und Managementpraxis, Healthcare Management (Managemententwicklung in Spitälern, Management integrierter Versorgungsnetzwerke).

### Weiterentwicklung des St. Galler Management-Modells
Intensive Forschungsarbeiten zu einer integrativen Unternehmensführung auf der Basis von Systemtheorie und Kybernetik fasste Hans Ulrich gemeinsam mit Walter Krieg im Jahr 1972 in der wichtigen anwendungsorientierten Publikation «Das St. Galler Management-Modell» zusammen. In den darauffolgenden Jahren wuchs daraus an der Universität St. Gallen (HSG) eine reichhaltige intellektuelle Tradition, die 1990 von Knut Bleicher fortgesetzt wurde. Im Gefolge der Bologna-Reform ergab sich eine weitere Entwicklungsetappe, indem das «Neue St. Galler Management-Modell» von Johannes Rüegg-Stürm als zentrales Lehrmittel der neuen BWL-Assessmentstufe zugrunde gelegt wurde. Darauf aufbauend hat Johannes Rüegg-Stürm zusammen mit Simon Grand diese für die HSG gleichermassen wichtige und anspruchsvolle intellektuelle Tradition mit Bezug auf die Neuere Systemtheorie und die Praxistheorie systematisch weiterentwickelt. Die aktuellste Fassung des St. Galler Management-Modells wurde im Jahre 2020 publiziert. Sie unterscheidet eine betriebswirtschaftlich ausgerichtete Aufgabenperspektive von einer sozial- und kulturwissenschaftlich informierten Praxisperspektive (Grafiken). Ab 2025 sind weitere Forschungsarbeiten zur Weiterentwicklung der intellektuellen Tradition des St. Galler Management-Modells in Bearbeitung.

## Auszeichnungen
Wissenschaftliche Auszeichnungen und Anerkennungen:
- Amicitia-Preis für das beste Doktorat der Wirtschaftswissenschaften des akademischen Jahres 1988/1989
- Dr. Peter-Werhahn-Preis (1989), verliehen „für besonders hervorragende Leistungen auf dem Gebiet der Betriebswirtschaftslehre und der Wissenschaftstheorie, insbesondere für Arbeiten, die konzeptionelle Grundfragen der Betriebswirtschaftslehre behandeln“
- Latsis-Preis (1999) für die ausserordentliche Qualität der wissenschaftlichen Arbeiten, die für Theorie und Praxis gleichermassen von Bedeutung sind und insbesondere für die Habilitationsschrift
- Johann Hinrich Wichern-Preis (2006), vergeben von der Theologie und Kirche Deutschlands, als Anerkennung für die Unterstützung von Kirche, Diakonie und Karitas mit herausragendem Management-Knowhow